# Arnaldo Estêvão de Figueiredo
Arnaldo Estêvão de Figueiredo (Rosário Oeste, 18 de agosto de 1892 -  Campo Grande, 15 de dezembro de 1991) foi um agrônomo e político mato-grossense, tendo ocupado os cargos de prefeito de Campo Grande e de governador do Mato Grosso.

## Biografia
Filho de Antônio Estevão de Figueiredo e de Antônia Maria Almeida de Figueiredo, estudou no Liceu Cuiabano, formando-se bacharel em Ciências e Letras em 1911. Nesse mesmo ano, ganha uma bolsa de estudo do Estado de Mato Grosso através do presidente Pedro Celestino Correia da Costa para estudar engenharia agronômica, em Pelotas, na Escola de Medicina Veterinária e de Agricultura Practica, formando-se em 1914. Retornando ao Estado, foi o responsável pela demarcação dos seringais no Rio Arinos em 1916. Em 1917, muda-se para Campo Grande, no sul de Mato Grosso, para demarcar os municípios da região. No ano seguinte, fez a demarcação dos patrimônios (municípios) de Jaraguari e Ribas do Rio Pardo sem ônus para o erário público.

## Vida política
Em 1919, lança-se na política como candidato a vice-intendente na chapa encabeçada por Antônio Norberto de Almeida, que venceu o pleito. No ano seguinte, dadas as controvérsias com a câmara municipal, Norberto de Almeida renuncia e Arnaldo Estêvão assume a intendência. Em 1921, constrói sua casa e escritório da Avenida Calógeras, que daria origem à Casa da Memória Arnaldo Estevão de Figueiredo.
Após a intendência de Arlindo de Andrade Gomes, é eleito para mais um mandato em Campo Grande, assumindo em 2 de janeiro de 1924 e governando até 21 de dezembro de 1926. Nessa época, criou a Colônia de Terenos, implantou a rede de água da cidade e instalou a primeira feira em Campo Grande. Foi um dos responsáveis técnicos pela abertura da primeira rodovia da ligação Sul-Norte, de Campo Grande a Coxim.
Entusiasta da divisão da parte sul do estado, quando foi criado o Estado de Maracaju durante a Revolução de 1932, foi nomeado Chefe do Serviço de Obras Públicas por Vespasiano Barbosa Martins.
Com o fim da Era Vargas e a volta das eleições nos estados, Arnaldo Estêvão é eleito governador de Mato Grosso, assumindo o cargo em 8 de abril de 1947 e deixando-o em 1 de julho de 1950. Nesse período, criou várias colônias para assentamentos em terras devolutas, que mais tarde se tornariam municípios, tais como Bodoquena, Rondonópolis, Dourados, Camapuã, Bonito e Várzea Grande. Criou a Delegacia Especial de Terras e Colonização, órgão de regularização de terras no Mato Grosso. Inaugurou, acompanhando o Presidente Gaspar Dutra, a Ferrovia Noroeste do Brasil e a inauguração da ponte sobre o Rio Paraguai. Ainda recebeu a visita do Marechal Cândido Rondon a Mato Grosso e criou várias escolas nas colônias. Renunciou ao governo do Estado para candidatar-se ao Senado, mas perdeu a eleição para 
Silvio Curvo.
Arnaldo Estêvão participou ativamente do movimento divisionista, que criaria o Estado de Mato Grosso do Sul. Faleceu aos 99 anos, vítima de um enfarte. É o patrono da cadeira 6 da Academia Sul-Mato-Grossense de Letras.